# Zdeněk Barták (skladatel)
Zdeněk Barták (* 31. srpna 1954 Praha) je český hudební skladatel a producent.

## Životopis
Hru na klavír studoval na Lidové škole umění. Posléze na Státní konzervatoři v Praze studoval hlavní obor skladba a zároveň hru na klavír a tubu.
Veřejně začal vystupovat v orchestru svého otce, kterým byl kapelník Zdeněk Barták (1928–2018). Orchestr Bartáka staršího patřil spolu s tehdejším Orchestrem Karla Vlacha a Rozhlasovým Big Bandem Gustava Broma mezi přední tuzemské taneční orchestry.
Během studií Barták mladší nejprve působil v hudební rockové sestavě Pavla Sedláčka. S vlastním hudebním uskupením posléze zajišťoval hudební doprovod pro divadelní představení herce Jiřího Hrzána. Tím postupně více inklinoval k masové popové hudbě. V první polovině osmdesátých let se svou skupinou doprovázel zpěváka Jiřího Štědroně a spolupracoval také se skupinou Kroky Františka Janečka. Se začátkem devadesátých let 20. století koncertní činnost prakticky ukončil a začal se naplno věnovat komponování filmové hudby. Byť už jako skladatel popmusic zažil nemalé úspěchy – například s hity Nenapovídej a Non stop pro Michala Davida (Zlatá a Platinová deska vydavatelství Supraphon za 500 000 a za 1 000 000 prodaných titulů), teprve filmová produkce mu přinesla největší slávu a uznání.
Zdeněk Barták se stal dvorním skladatelem filmového režiséra Jaroslava Soukupa. Je autorem hudby k Soukupovým filmům Drsná planina, Vítr v kapse, Láska z pasáže, Pěsti ve tmě, Discopříběh, Divoká srdce, Kamarád do deště, Svatba upírů, Byl jednou jeden polda a dalších. Je také autorem hudby k televizním pořadům a seriálům Zdivočelá země, Hotel Herbich aj. Aktivní je i na muzikálovém poli (Anděl s ďáblem v těle, The Tempest (Bouře)).